# José Luís Caminero
José Luís Pérez Caminero (Madrid, 8 november 1967) is een Spaanse ex-voetballer. Tegenwoordig is hij technisch directeur bij Atlético Madrid, een ploeg die uitkomt in de Primera División.

## Clubvoetbal
Caminero wordt opgeleid bij Real Madrid en redt het daar tot aan het filiaal Real Madrid Castilla. In 1989 tekent hij voor Real Valladolid wat uitkomt in de Primera División. Als basisspeler degradeert hij met deze club in 1992 om een jaar later weer terug te keren. Hij komt vanaf het seizoen 1993/94 echter uit voor Atlético Madrid. Met deze club behaalt hij het landskampioenschap en de Spaanse beker in 1996. Hij wordt dan tot de betere voetballers in de Spaanse competitie gerekend.
In 1998 tekent hij weer voor Real Valladolid. In 2004 neemt hij afscheid van professioneel voetbal, zij het met een nare nasmaak: hij degradeert met zijn club naar de Segunda División A.

## Interlandvoetbal
In totaal komt Caminero 21 keer uit voor Spanje, waarvoor hij acht goals maakt. Caminero debuteerde op 8 september 1993 in de vriendschappelijke wedstrijd tegen Chili. De speler speelde vier duels van Spanje op het wereldkampioenschap 1994 in de Verenigde Staten. Hij miste enkel de wedstrijd tegen Zwitserland in de achtste finale. Caminero scoorde op het WK driemaal: twee keer in de laatste groepswedstrijd tegen Bolivia (3-1) en één keer in de kwartfinale tegen Italië. Zijn doelpunt tegen Italië was de enige Spaanse treffer in die wedstrijd en betekende een 2-1 nederlaag en daarmee uitschakeling voor La Furía Roja. In 1996 behoorde Caminero tot de Spaanse selectie voor het Europees kampioenschap 1996. Spanje haalde de kwartfinale, waarin gastland Engeland na strafschoppen te sterk was. Het verloren kwartfinaleduel was de laatste interland van Caminero.

## Overzicht carrière
- Real Madrid B (1987-1989)
- Real Valladolid (1989-1993)
- Atlético Madrid (1993-1998)
- Real Valladolid (1998-2004)

1 Zubizarreta  ·
2 Ferrer ·
3 Otero ·
4 Camarasa ·
5 Abelardo ·
6 Hierro ·
7 Goikoetxea ·
8 Guerrero · 
9 Guardiola ·
10 Bakero ·
11 Begiristain ·
12 Sergi Barjuán ·
13 Cañizares ·
14 Juanele ·
15 Caminero ·
16 Miñambres ·
17 Voro ·
18 Alkorta ·
19 Salinas ·
20 Nadal ·
21 Enrique ·
22 Lopetegui ·
Coach: Clemente
1 Zubizarreta  ·
2 López ·
3 Belsué ·
4 Alkorta ·
5 Abelardo ·
6 Hierro ·
7 Amavisca ·
8 Guerrero ·
9 Pizzi ·
10 Donato ·
11 Alfonso ·
12 Sergi Barjuán ·
13 Cañizares ·
14 Kiko ·
15 Caminero ·
16 Otero ·
17 Manjarín ·
18 Amor ·
19 Salinas ·
20 Nadal ·
21 Enrique ·
22 Molina ·
Coach: Clemente